# Хари Ширер
Хари Џулијус Ширер (енгл. Harry Julius Shearer; 23. децембар 1943. године) је амерички глумац. Познат је по томе што даје глас Неду Фландерсу, Монтгомерију Бернсу и Симору Скинеру у ТВ-серији Симпсонови.